# Stéphane Jasinski
Stéphane Jasinski (ur. 1907, zm. 2000) – belgijski architekt wnętrz.

## Życiorys
Był bratem architekta modernistycznego Stanislasa Jasinskiego. Ukończył Akademię Sztuk Pięknych w Brukseli, po czym wyjechał do Paryża, gdzie rozpoczął karierę projektanta. W 1934 roku powrócił do Belgii, gdzie otworzył własną pracownię, specjalizując się w projektowaniu nowoczesnych mebli biurowych. Pracownia Jasinskiego znajdowała się w brukselskiej dzielnicy Etterbeek, w miejscu dzisiejszej Kliniki Parc Léopold.

## Działalność zawodowa

### Początki kariery
Pierwszymi zrealizowanymi projektami Jasinskiego były modernistyczne meble, które powstały na zamówienie francuskiej firmy Thonet. W latach 40. XX wieku współpracował z Hugo Van Kuyckiem w belgijskiej stoczni Compagnie Maritime Belge, gdzie projektował wyposażenie trzech luksusowych statków pasażerskich.

### Expo 58 i przebudowa Brukseli
W połowie lat 50. Jasinski brał udział w przygotowaniach do przebudowy Brukseli przed Expo 58. W tym czasie współpracował z architektem krajobrazu René Pechèrem, realizując projekty związane z kontrowersyjnym procesem przebudowy stolicy Belgii, zwanym brukselizacją. Proces ten polegał na zastępowaniu historycznej tkanki miejskiej nowoczesną architekturą i budził liczne kontrowersje.

### Najważniejsze projekty i klienci
Do klientów Jasinskiego należały najważniejsze belgijskie i zagraniczne instytucje oraz przedsiębiorstwa, w tym m.in.:
- Société Générale de Belgique,
- Banque Bruxelles Lambert,
- Axa/Królewski Belgijski Bank Narodowy,
- Narodowy Fundusz Emerytalny,
- IBM,
- Petrofina,
- Marie Thumas,
- Kodak,
- Shell,
- General Motors,
- Esso,
- Zurich Assurances,
- Berlitz,
- American Express.

Do jego szczególnych osiągnięć należały projekty wyposażenia wnętrz oraz mebli dla Banque Bruxelles Lambert (projekt budynku autorstwa Françoisa Van Meulecoma) – zastosował tam nowatorskie rozwiązania, takie jak podwieszane sufity z płyt stalowych z innowacyjnym oświetleniem.

### Prace konserwatorskie i restauratorskie
Jasinski pracował również nad wyposażeniem i aranżacją wnętrz ważnych obiektów historycznych i zabytkowych, w tym:
- Katedry św. Michała i św. Guduli w Brukseli (przedsionek, krypty),
- Pałacu hrabstwa Flandrii przy Rue de la Régence,
- Trybunału Obrachunkowego.

## Tour des Finances (1981)
Jedną z jego najważniejszych realizacji był projekt hallu oraz sali obrad w kompleksie Tour des Finances, części zespołu budynków Cité administrative de l'État w Brukseli, ukończony w 1981 roku. Otwarta przestrzeń została wyłożona granitowymi płytami połączonymi z elementami mosiężnymi. Charakterystycznym elementem był wielobarwny, podwieszany sufit oraz oryginalne meble z kamienia, skóry i laminowanego drewna. W sali obrad umieszczono meble zaprojektowane przez Jasinskiego oraz witraże stworzone przez Mau Van Doorselaara.
Podczas późniejszej przebudowy Tour des Finances wyposażenie wnętrz zdemontowano i zdeponowano w magazynach belgijskiego Ministerstwa Regionu. Również wyposażenie biurowe dla IBM zostało częściowo przeniesione w inne miejsca.

## Ocena twórczości
Styl Jasinskiego po latach został uznany za nieprzystający do współczesnej architektury. Mimo to, siedem lat po jego śmierci, dostrzeżono wartość jego dokonań i podjęto próby odtworzenia niektórych jego wnętrz. W budynku Królewskiego Instytutu Dziedzictwa Kulturowego w Brukseli, pod kierownictwem Charlesa Rimanique, odtworzono salę konferencyjną oraz biuro zarządu firmy De Coene, oryginalnie zaprojektowane przez Jasinskiego.